# Snow Hill (Maryland)
Snow Hill és una població dels Estats Units a l'estat de Maryland. Segons el cens del 2000 tenia 2.409 habitants.

## Demografia
Segons el cens del 2000, Snow Hill tenia 2.409 habitants, 862 habitatges, i 555 famílies. La densitat de població era de 699,3 habitants per km².
Dels 862 habitatges en un 28,3% hi vivien nens de menys de 18 anys, en un 40,6% hi vivien parelles casades, en un 20,2% dones solteres, i en un 35,5% no eren unitats familiars. En el 31,4% dels habitatges hi vivien persones soles el 15,7% de les quals corresponia a persones de 65 anys o més que vivien soles. El nombre mitjà de persones vivint en cada habitatge era de 2,37 i el nombre mitjà de persones que vivien en cada família era de 2,94.
Per edats la població es repartia de la següent manera: un 21% tenia menys de 18 anys, un 9,3% entre 18 i 24, un 29,6% entre 25 i 44, un 20,5% de 45 a 60 i un 19,5% 65 anys o més.
L'edat mediana era de 39 anys. Per cada 100 dones de 18 o més anys hi havia 95,5 homes.
La renda mediana per habitatge era de 29.730 $ i la renda mediana per família de 38.657 $. Els homes tenien una renda mediana de 25.439 $ mentre que les dones 20.625 $. La renda per capita de la població era de 15.560 $. Entorn del 14,8% de les famílies i el 15,9% de la població estaven per davall del llindar de pobresa.

## Poblacions més properes
El següent diagrama mostra les poblacions més properes.